# Église Notre-Dame d'Ingolstadt
Pour les articles homonymes, voir Église Notre-Dame.
L'église Notre-Dame (en allemand Zur Schönen Unserer Lieben Frau ou Liebfrauenmünster) est une église catholique paroissiale (de la paroisse Obere Pfarr) à Ingolstadt en Bavière, dépendant du diocèse d'Eichstätt. C'est une église-halle en style style gothique tardif du XVe siècle, remarquable par le décalage de ses deux tours restées inachevées qui sont tournées vers l'intérieur, et par la richesse des objets intérieurs.

## Histoire de l'église

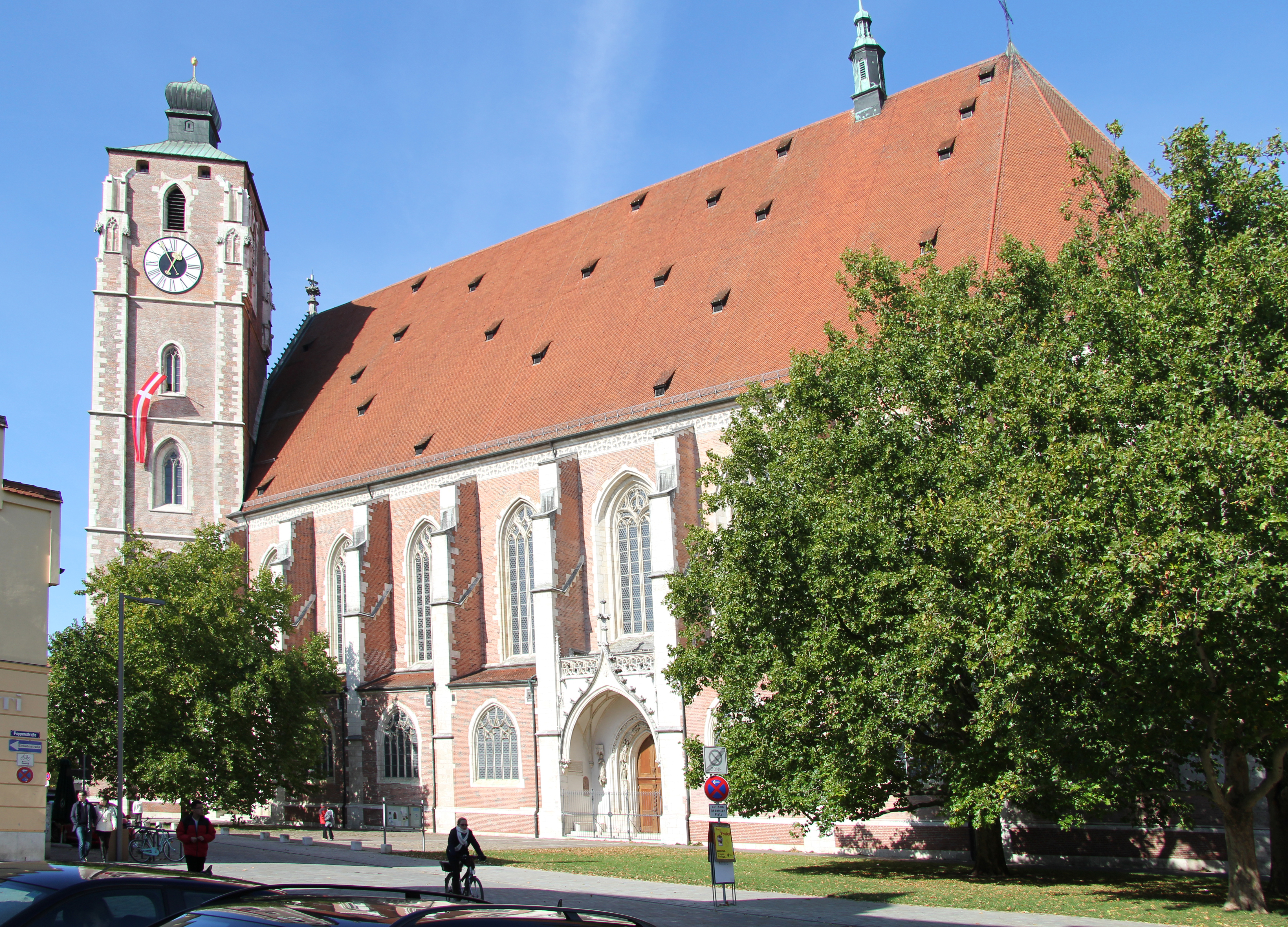
Face sud de l'église.

À la place où devait s'élever la nouvelle église se trouvait déjà une église en bois. En 1407, la ville d'Ingolstadt est partagée en deux paroisses, ayant pour noms Untere Pfarr (paroisse inférieure) avec l'église paroissiale Saint-Maurice et la paroisse supérieure Obere Pfarr.
Les travaux de construction commencent en 1425, financés par une donation du duc Louis VII de Bavière de la Maison de Wittelsbach qui la destine à abriter son tombeau. Cet but n'est pas atteint car le duc Louis VII, fait prisonnier, meurt en 1447 et est enterré au monastère de Raitenhaslach. Le duc fait don en 1438 à l'église d'un tableau qui est détruit en 1801. Ce tableau représentant la Vierge Marie donne le nom à l'église qui depuis porte le nom Zur Schönen Unserer Lieben Frau (Notre-Dame). En 1441, il fait un don en vue de la fondation d'un hospice d'une capacité d'accueil de 1 000 pauvres qui devaient en contrepartie prier pour le salut de son âme ; l'hospice n'a jamais été réalisé.
La construction de l'église est terminée en 1525, cent ans après le début des travaux. Les deux tours, qui étaient prévue bien plus hautes, et devaient être couvertes de toits pointus, n'ont pas été achevées.
L'église a eu une période de grand épanouissement lorsqu'elle était à la fois église paroissiale et église universitaire, période dont témoigne encore le maître-autel de Hans Mielich. Son achèvement, en 1572, coïncide avec le centenaire de l'existence de l'université d'Ingolstadt (transférée en 1826 à Munich, l'ancienne université d'Ingolstadt devient l'université Louis-et-Maximilien de Munich).
Le célèbre théologien polémiste Johannes Eck, adversaire de la réforme de Martin Luther, est prêtre paroissial de l’église pendant de longues années et y est enterré. L'église abrite aussi la tombe de l'humaniste et universitaire Veit Amerbach.

## Description

### Maître-autel
Le maître-autel, tout en couleurs, a été installé en 1572 à l'occasion du centenaire de l’université d'Ingolstadt. Il a été commissionné par le duc Albert V de Bavière. Le duc est représenté comme donateur dans le panneau central, aux couleurs blanc et bleu de la Bavière. La conception d'ensemble est de Hans Mielich ; parmi ses plus de quatre-vingt-dix tableaux, nombreux sont ceux qui représentent des scènes bibliques. Ce flot d'images doit s'opposer, dans l'idée de la Contre-Réforme, à iconoclasme calviniste qui a sévi quelques années plus tôt.
L'autel est équipé de panneaux latéraux qui montrent des tableaux de la période correspondante de l'année liturgique. Le dos de l'autel est occupé par le tableau de La Dispute de Catherine d'Alexandrie avec les savants.

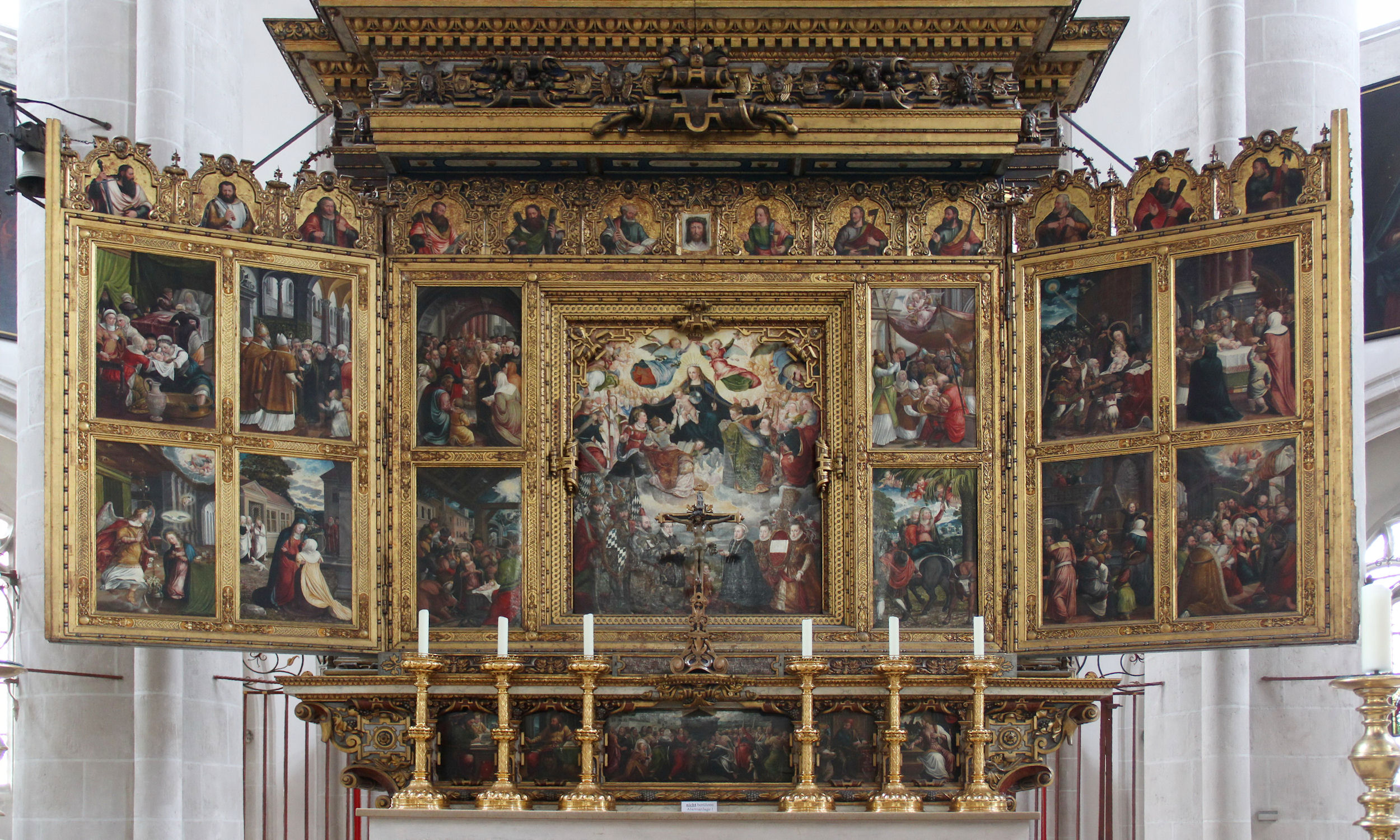
Le panneau central du maître-autel comporte cinq tableaux ; chacun des deux panneaux latéraux en contient quatre de chaque côté ; le tout est surmonté de vignettes des douze apôtres. La prédelle contient cinq autres scènes.

Deux autres autels remarquables, décorés de panneau de bois sculptés en haut relief et peints, sont installés dans l'église. Le premier, centré sur la Cène, montre à gauche le Miracle de Cana, en dessous l'Adoration des mages, en haut à droite la Nativité. Le deuxième montre la Dormition de la Vierge ; un panneau en bois en haut relief qui n'est pas peint, et un deuxième, coloré.

### Vitraux
Les vitraux du chœur sont remarquables, notamment la scène de l'annonciation qui s'étend sur toute la fenêtre derrière le maître-autel. Un vitrail particulier, d'après Albrecht Dürer, date de 1505.

### Crèche de Noël
L'art des crèche arrive du Tyrol à Ingolstadt par les jésuites qui ont eu, à Ingolstadt, leur plus grande maison du sud de l'Allemagne. La crèche est créée à partir de 1722 par des artistes baroques. Elle comporte plus de 250 figures et est visible toute l’année après une restauration complète.

### La Mère trois fois Admirable

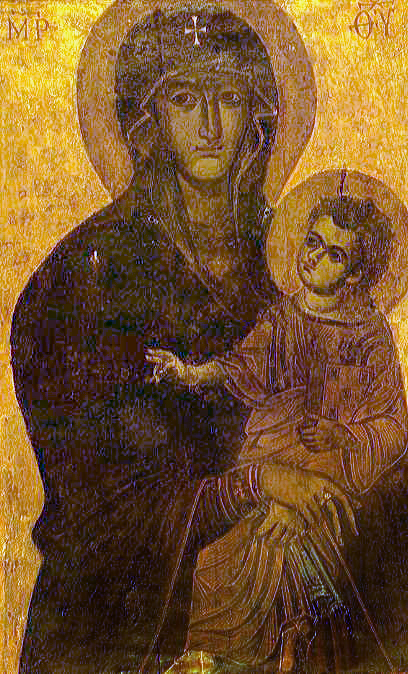
Icône originale de la basilique romaine.

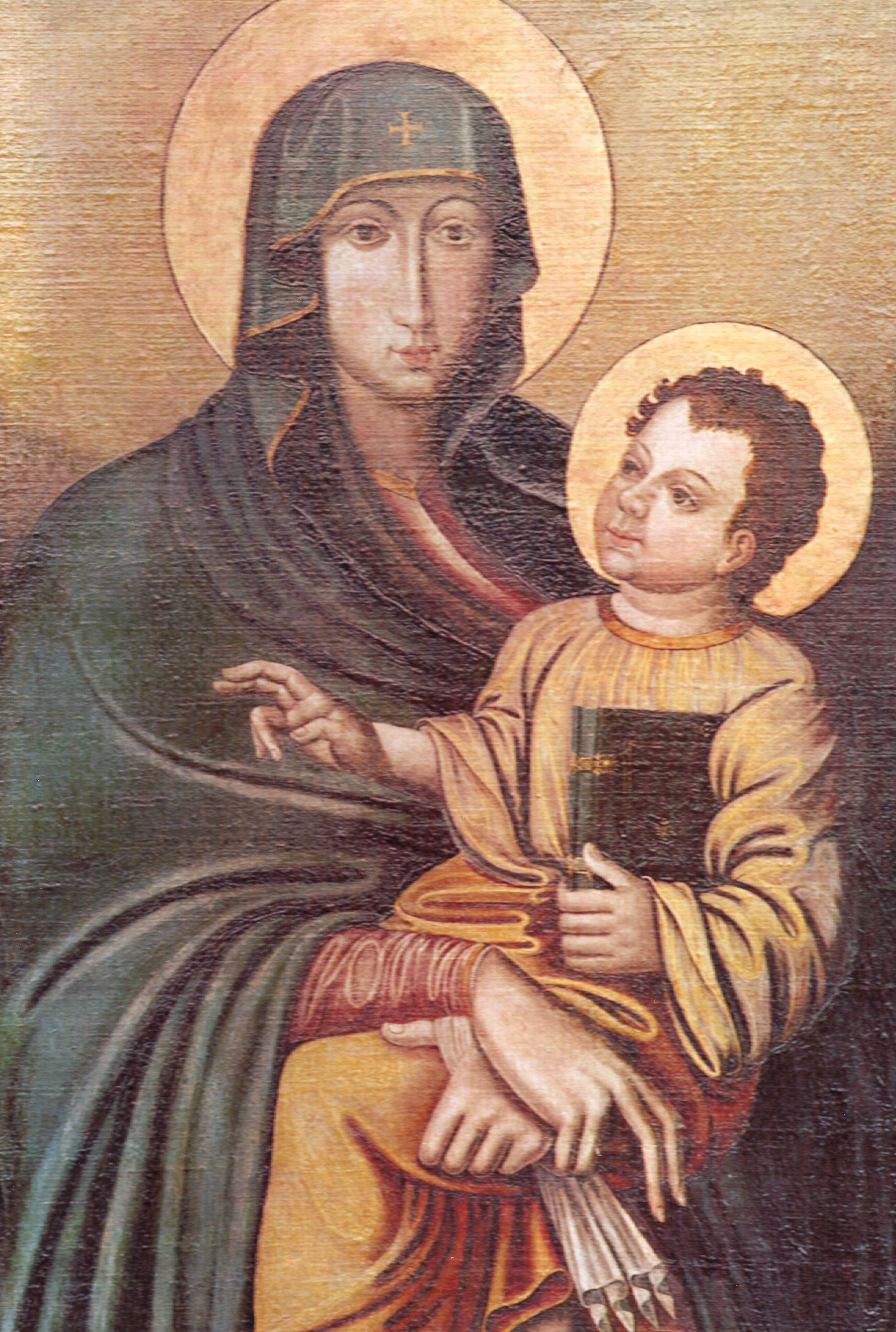
Mère trois fois Admirable, copie de l'icône de la basilique Sainte-Marie-Majeure de Rome.

Le tableau de la La Mère trois fois Admirable est une copie, réalisée vers 1570, de l'icône Salus populi romani de la basilique Sainte-Marie-Majeure, de Rome. Le père jésuite Jakob Rem la prend comme symbole de rassemblement du Colloquium Marianum créé en 1595, un groupe de combat du mouvement marial. La tradition locale attribue le nom à une vision qu'aurait eu le père le 16 avril 1604 pendant les litanies de Lorette ; la Vierge lui serait apparue. Il aurait alors fait répéter trois fois au chantre le mot Mater Admirabilis, et aurait attribué au tableau le titre de Mère trois fois Admirable. Le tableau est installé solennellement en 1881.
Pendant la Seconde Guerre mondiale, en 1942, l'évêque Michael Rackl place le diocèse d'Eichstätt sous la protection de la Mère trois fois Admirable, et la nomme patronne du diocèse.
Une copie du tableau se trouve dans l'hymnaire de l'évêché d'Eichstätt.

### Statue de la Vierge
Sous le chevet se trouve une sculpture en pierre d'environ quatre mètres de haut, et âgée d'environ 500 ans, représentant la Vierge à l'Enfant. L'artiste est inconnu.

### Cloches

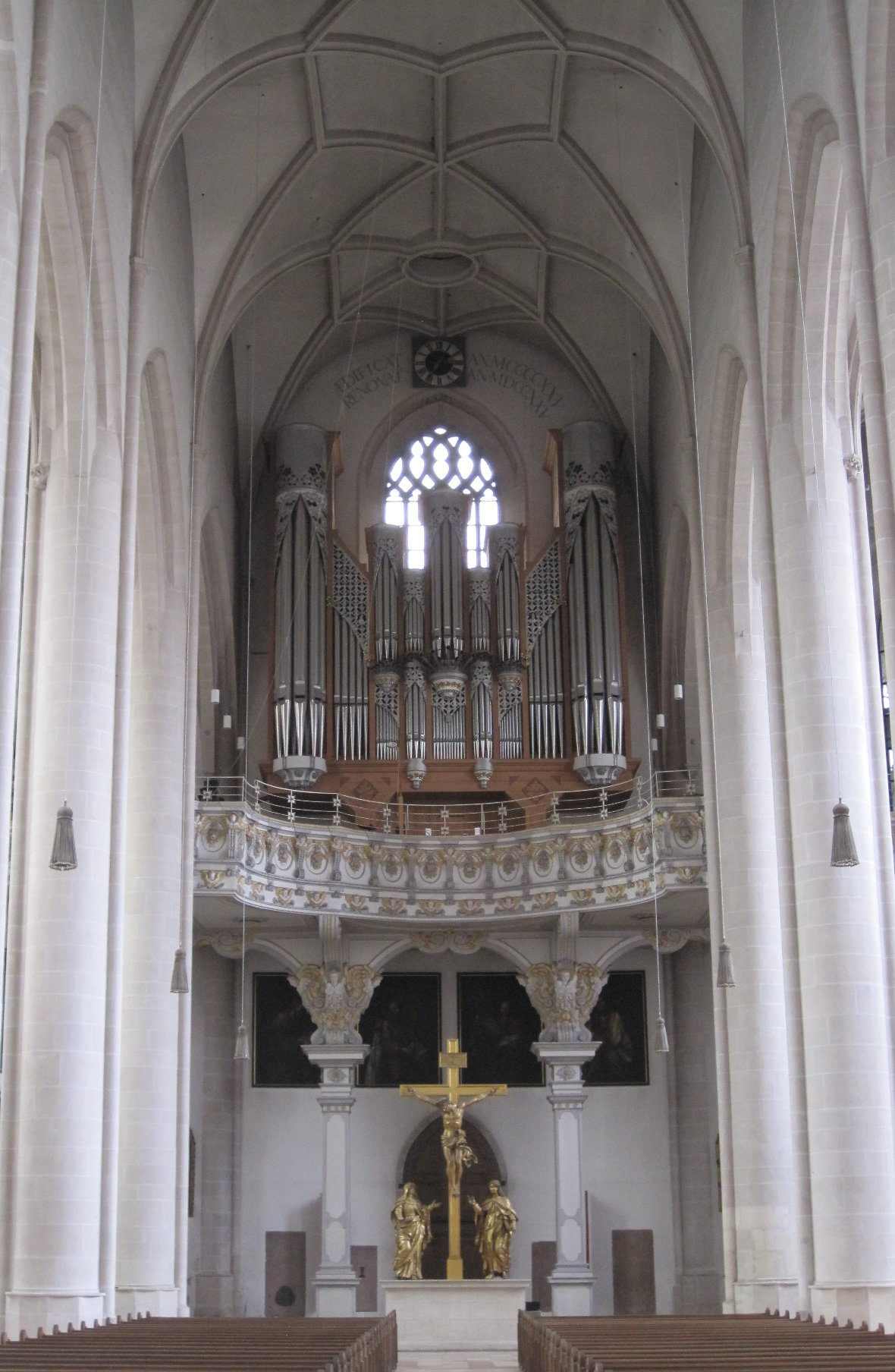
L’orgue

Les sept cloches de l’église sont installées dans la tour sud.
Dans le clocheton au-dessus de la nef se trouve encore une autre cloche.
| N° | nom             | année | fondeur, lieu                                | diamètre (mm) | poids (kg) | ton (demi-ton-1/16) |
| -- | --------------- | ----- | -------------------------------------------- | ------------- | ---------- | ------------------- |
| 1  | ?               | 1647  | B. Ernst, München                            | 1760          | 3620       | c1 –9               |
| 2  | Angelus         | 1956  | Friedrich Wilhelm Schilling (de), Heidelberg | 1422          | 1994       | d1 –8               |
| 3  | Petrus Canisius | 1956  | Friedrich Wilhelm Schilling, Heidelberg      | 1185          | 1138       | f1 –6               |
| 4  | Antlass         | 1716  | Johann Georg Neubert                         | 1200          | 930        | g1 –7               |
| 5  | Bäuerin         | 1408  | inconnu                                      | 960           | 550        | a1 –8               |
| 6  | Walburga        | 1956  | Friedrich Wilhelm Schilling, Heidelberg      | 829           | 428        | c2 –6               |
| 7  | Stürmerin       | 1409  | inconnu                                      | 780           | 300        | d2 –6               |

### Orgue

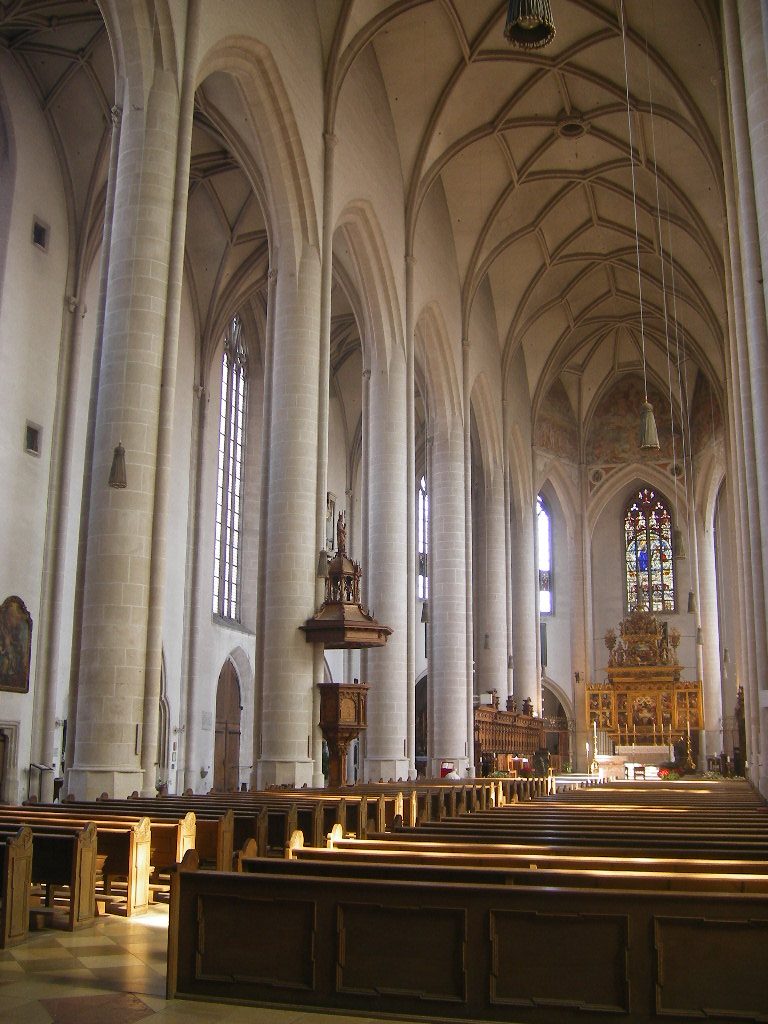
La nef

L'orgue a été construit en 1977 par la manufacture d'orgues Klais. Elle comporte 70 jeux (registres) sur quatre claviers et un pédalier. L'instrument a deux consoles, l’une à traction mécanique et l’autre électrique.

## Dimensions de l'église
- Longueur de la nef centrale: 89 m
- Largeur de la nef : 37 m
- Hauteur de la nef centrale: 28 m (hauteur du faîte 62 m)
- Hauteur des nefs latérales: 23 m
- Hauteur des tours: 62 m et 69 m (hauteur initialement prévue: 86 m)